# Les Questions de la vie
Les Questions de la vie (en russe : Вопросы жизни) est un article sur la pédagogie écrit par Nikolaï Ivanovitch Pirogov en 1856.

## Contexte

### Un intérêt croissant pour la question scolaire
L’article parut en juillet 1856 dans le numéro 9 du Recueil de la Marine (Морской Сборник),  au milieu d’un débat lancé par la revue au début de l’année. Nikolaï Pirogov s’inscrit dans le sillage de Vladimir Dahl qui insistait sur les principes dirigeant l’enseignement : le maître « devait s'efforcer d'être lui-même tel qu'il désirait que ses élèves devinssent » (Sur l’éducation, 1856).
Grand anesthésiste et chirurgien reconnu, il avait été familier des universités allemandes où il a d’abord étudié puis enseigné. C’est une des raisons qui lui font porter un regard critique sur le système russe.
Malgré des volontés de réformes d’un système éducatif très mal organisé dès le début du dix-neuvième siècle, l’instruction publique était restée très dépendante de l’Etat – même les universités n’avaient pas d’autonomie – et très inégalitaire. La politique autocratique forte de Nicolas Ier a arrêté les premières tentatives de réformes du début du siècle, alors qu’en parallèle, le renforcement de la distinction des classes sociales s’accompagnait de la diffusion de l’opinion commune qui voulait que chacun restât à sa place, et de ce fait, qu’on ne mêlât pas les différentes couches de la population à l’école.
Payant, de nombreux établissements étaient en outre fermés aux enfants du peuple, encore plus à ceux des serfs, sans parler de l’éducation des filles, très peu développée.

### Le temps des grandes réformes d’Alexandre II de Russie
Il faut noter que cet article parait avant le début des grandes réformes libérales d’Alexandre II, dans lesquelles s’inscrit notamment la primordiale abolition du servage de mars 1861. Les idées de Pirogov sont, avec celles d’intellectuels comme Konstantin Oushinsky ou Léon Tolstoï, à la base du Statut des Universités, signé par le tsar le 18 juin 1863. En 1869 s’ouvrent les premiers établissements d’enseignement supérieur pour femmes, leur offrant une formation générale. Elles doivent tout de même se contenter de ces établissements spécialisés.
Cet article fait office de précurseur dans ce débat, car il faut savoir que la censure était très forte sous Nicolas Ier, et son décès en 1855 ouvre alors la possibilité de telles publications.

## Présentation
Dans cet article, Pirogov analyse les problèmes fondamentaux de l’éducation russe. Il démontre l’absurdité d’une éducation différenciée selon les couches sociales et le fossé creusé entre l’école, ce qu’on y enseigne et y présente, et la vie. Le problème central posé se résume par cette citation : « les bases les plus essentielles de notre éducation se trouvent en complet désaccord avec la direction que suit la société » . 

### La place prépondérante de la morale dans l’instruction
Il pose comme but principal de l’éducation la formation de la personnalité avec de grandes qualités morales pour être prêt à troquer les motivations égoïstes pour le bien de la société. Il dénonce  l’ampleur de l’hypocrisie et de la passivité des masses, dans un siècle hautement matérialiste, cultivant la recherche du profit et le carriérisme. Il se réfère, pour ce qui est de la base morale de l’enseignement, à la Révélation du christianisme.
Pirogov considère qu’il était nécessaire, pour ce faire, de reconstruire tout le système de l’instruction pour le fonder sur des principes d’humanité et de démocratie. Pour permettre le bon développement de l’individu, le système éducatif devait alors se construire sur une base scientifique, depuis l’école primaire jusqu’à l’enseignement supérieur, et permettre d’unifier tous les systèmes de formation. 
Il met un point d’honneur à défendre l’idée de la nécessité de former des citoyens utiles à leur pays, et des hommes capables de réfléchir par eux-mêmes, en s’appuyant donc sur une base morale solide. 

### Les enjeux sociaux derrière les questions de métaphysique
Il s’éloigne des problèmes propres et concrets de l’éducation pour développer, comme l’indique le titre, les problèmes des motivations de l’homme dans la vie. Dans son discours où les aphorismes et les métaphores abondent, le chirurgien s’adresse directement, et non sans cynisme, au lecteur. Il insiste sur les enjeux de l’éducation dans la formation spirituelle de l’homme, et de ce fait, il souligne l’importance d’une préparation intellectuelle à affronter l’avenir dès l’enfance.
Malgré ses considérations d’ordre métaphysique, Pirogov laisse voir son souci de construire une Russie moderne en posant des principes d’égalité, de démocratie et de philanthropie dans la formation des futurs citoyens. 
Il s’est, d’ailleurs, également battu en faveur d’un meilleur traitement des enfants : contre la discipline militaire à l’école, contre les châtiments corporels. Ceux-ci sont vus comme un phénomène de dénigrement de la dignité de l’élève qui a une mauvaise influence sur la formation de la morale, puisque les châtiments s’appuient sur la peur, sur une hiérarchisation qui asservit l’enfant.

### Les propositions de réforme de Pirogov
On trouve ainsi dans cet article les prémices des réformes au système éducatif qu’il propose ensuite.
Sa pédagogie s’appuie sur :
- l’enseignement en russe (l’enseignement du russe et de sa littérature ayant été banni de certaines formations) pour éviter un rejet ou une coupure avec la société,
- un enseignement général comme base pour tous (il critique une spécialisation très précoce dans le cadre d’une éducation par catégorie sociale),
- un respect de la personnalité et des capacités de l’enfant (il s’insurge contre les parcours tous tracés par les parents, abus d’autorité parental ou de l’instituteur, qu’il compare à l’ineptie du mariage forcé)

Il préconise également de donner plus de place au dialogue entre maîtres et élèves et de faire appel à de grands scientifiques pour enseigner dans les établissements de l’enseignement supérieur, se battant par ailleurs pour l’indépendance de ces écoles. 
Il propose donc un système scolaire de ce type :
1. Ecole primaire, pendant 2 ans : étude de l’arithmétique et de la grammaire
2. Ecole secondaire partielle, se divisant en deux catégories : classique (4 ans d’enseignements généraux), moderne (4 ans).
3. Ecole secondaire, avec deux catégories : classique (5 ans d’enseignements à caractère général : latin, grec, russe, littérature, mathématiques), moderne (3 ans : matières professionnalisantes)
4. Ecole supérieure : universités et établissements d’enseignement supérieur.

## Bilan et conséquences
En septembre 1856, Pigorov fut nommé administrateur des établissements scolaires et universitaires pour la région d’Odessa puis à Kiev. Ses articles, son soutien des minorités et des paysans et la mise en application de ses idées dans les universités d’Odessa et de Kiev - notamment son encouragement à la formation de cercles étudiants - inquiétèrent les autorités et lui valurent d’être démis de ses fonctions.

### Ouvrages de Pirogov
Articles : 
- Pirogov, Nicolaï Ivanovitch, Les Questions de la vie, 1856 (1863 pour la traduction en français) (en russe : Пирогов, Николай Ивaнович, Вопросы жизни, 1856) Lire en ligne.
- Pirogov, Nicolaï Ivanovitch, « Regard sur le statut général de nos universités », Circulaire sur l’administration de l’académie de Kiev, 1861 (en russe : Пирогов, Николай Ивaнович, « Взгляд на общий устав наших университетов », Циркуляр по управлении киевским округом, март 1861, ст. 40-50).
- Pirogov, Nicolaï Ivanovitch, « Observations de Pirogov sur l’ébauche du Statut des Universités de l’empire russes », Nouvelles de Saint-Pétersbourg, 1862 (en russe : Пирогов, Николай Ивaнович, « Замечания Н. И. Пирогова на проект устава имперских российских университетах », Cакт-Питербурския Ведомости, 5-6 апрель 1862, ст. 339-40, 346).

Essai :
- Pirogov, Nicolaï Ivanovitch, La Question des universités, 1863 (en russe : Пирогов, Николай Ивaнович, Университетский вопрос, 1863).